# Parque Federico García Lorca
El parque Federico García Lorca es un parque público de la ciudad de Granada, España, construido en homenaje al poeta granadino Federico García Lorca. Con una superficie de 71 500 metros cuadrados, es un parque de diseño contemporáneo que rodea la Huerta de San Vicente, antigua casa de veraneo de la familia del poeta.
El parque Federico García Lorca está situado en el barrio granadino de Camino de Ronda, entre las calles Virgen Blanca, Arabial, Camino de Purchil y la autovía Bailén-Motril, cerca del centro comercial Neptuno.

## Historia
El proyecto de su construcción se inició en 1984 con la compra de la huerta a la familia García Lorca y una serie de expropiaciones. En 1989 el arquitecto granadino José Ibáñez Berbel ganó el concurso de propuestas de diseño y construcción de un parque alrededor de la residencia de los García Lorca. Su propuesta era la «más respetuosa» con respecto a la situación de la huerta y alrededores y a su tradición; además, era una oportunidad de crear un elemento que actuara de barrera con respecto a la ruidosa circunvalación. La intervención aparecía surcada de multitud de fuentes y establecía el concepto de "acequia" como hilo conductor de todo el proyecto, respetando las existentes y creando otras nuevas. Las acequias existentes se restauraron para conservar el antiguo sistema de riego. Finalmente, el parque fue inaugurado el 10 de mayo de 1995.

## Composición
El espacio verde está constituido de varias avenidas soleadas entre las que destacan el paseo de la alameda, que frena el impacto acústico y visual de la cercana autovía, y el paseo de tilos. Los paseos y caminos delimitan varios sectores: los jardines neoplasticistas, las acequias, la fuente cibernética, el bosque de ribera, las huertas y una de las mayores rosaledas de Europa. De la Huerta de San Vicente (declarada Bien de Interés Cultural), se conserva el edificio principal, la lonja delantera y parte de los huertos.

## Turismo
El parque se encuentra abierto al público todos los días, pero cierra durante la noche. El acceso es gratuito. El parque dispone de una asociación benéfica con el nombre de Asociación de los Amigos del Parque Federico García Lorca.